# Horní Dubňany
Horní Dubňany (německy Oberdubnian) jsou obec v okrese Znojmo v Jihomoravském kraji. Žije zde 286 obyvatel.
Sousedními obcemi sídla jsou Dolní Dubňany, Jamolice, Rešice, Tulešice a Dukovany.

## Historie
První písemná zmínka o vesnici pochází z roku 1279.

## Přírodní poměry
Horní Dubňany leží v Jevišovické pahorkatině. Severozápadně od vesnice se nachází přírodní památka Velký kopec.

## Obecní správa
Do roku 2014 zastával funkci starosty Karel Paseka, od roku 2014 vykonávala funkci starostky Jiřina Smejkalová.

## Pamětihodnosti
- Kostel svatého Petra a Pavla

## Galerie

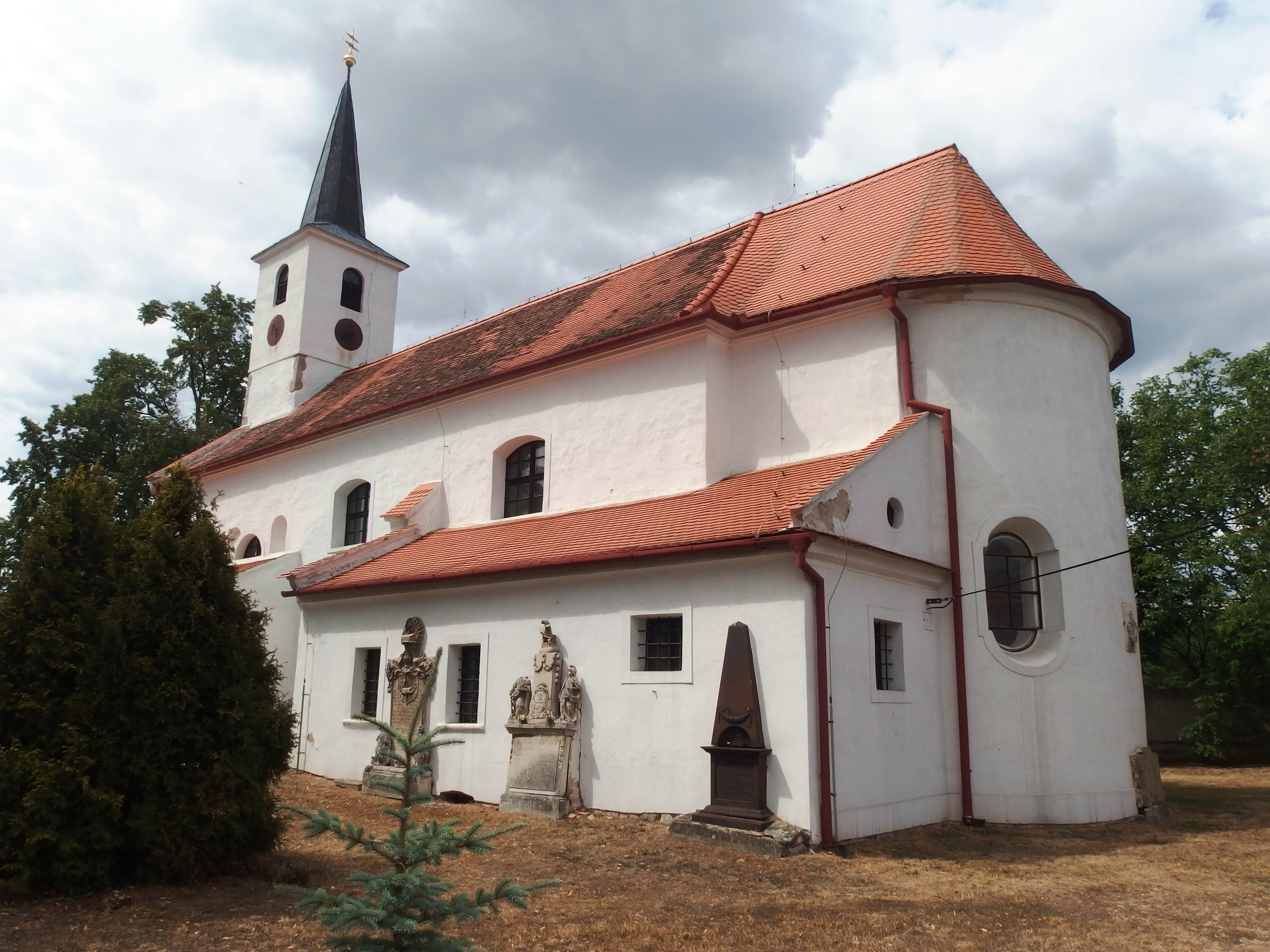
Kostel svatého Petra a Pavla
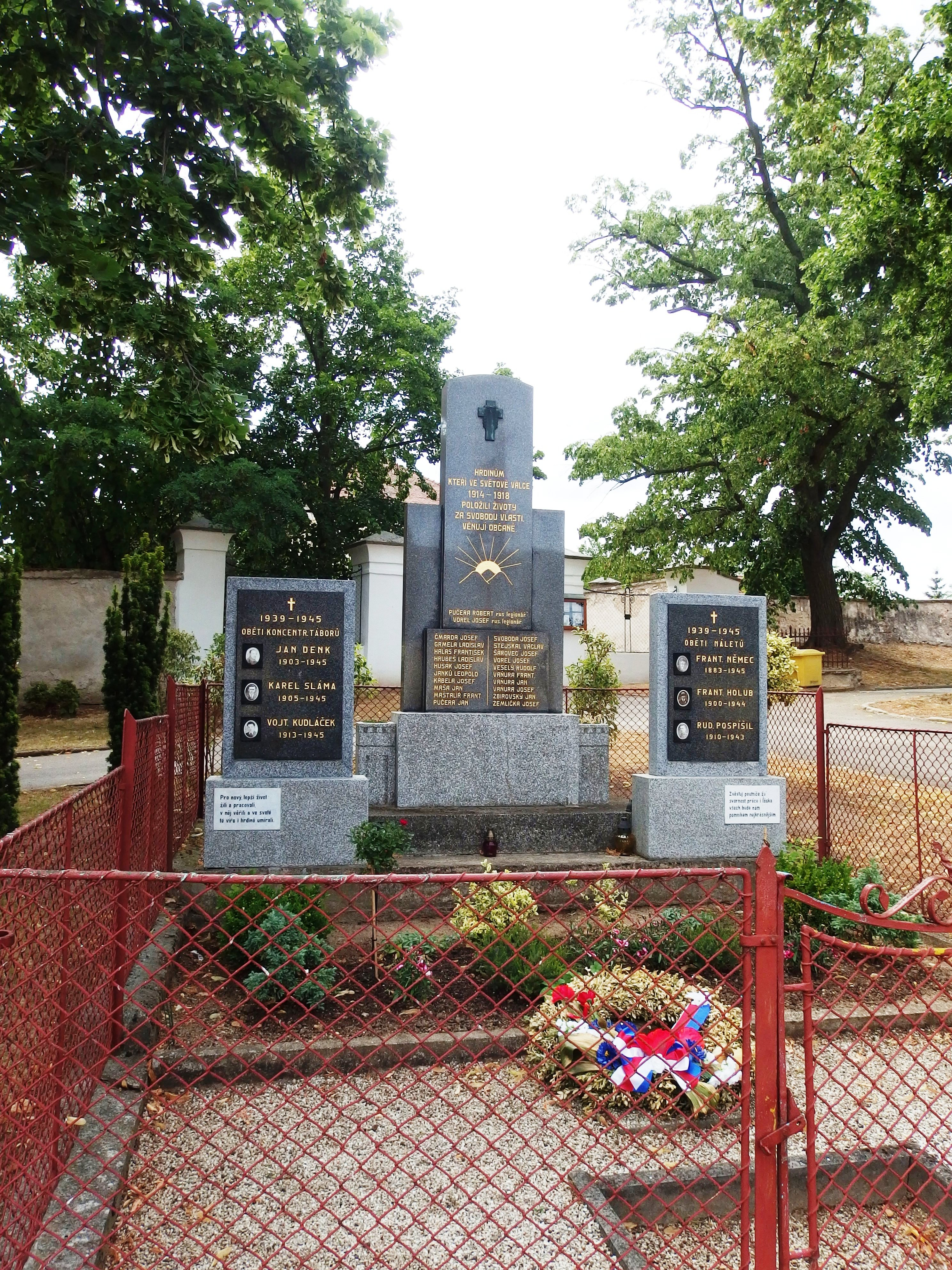
Pomník obětem světových válek
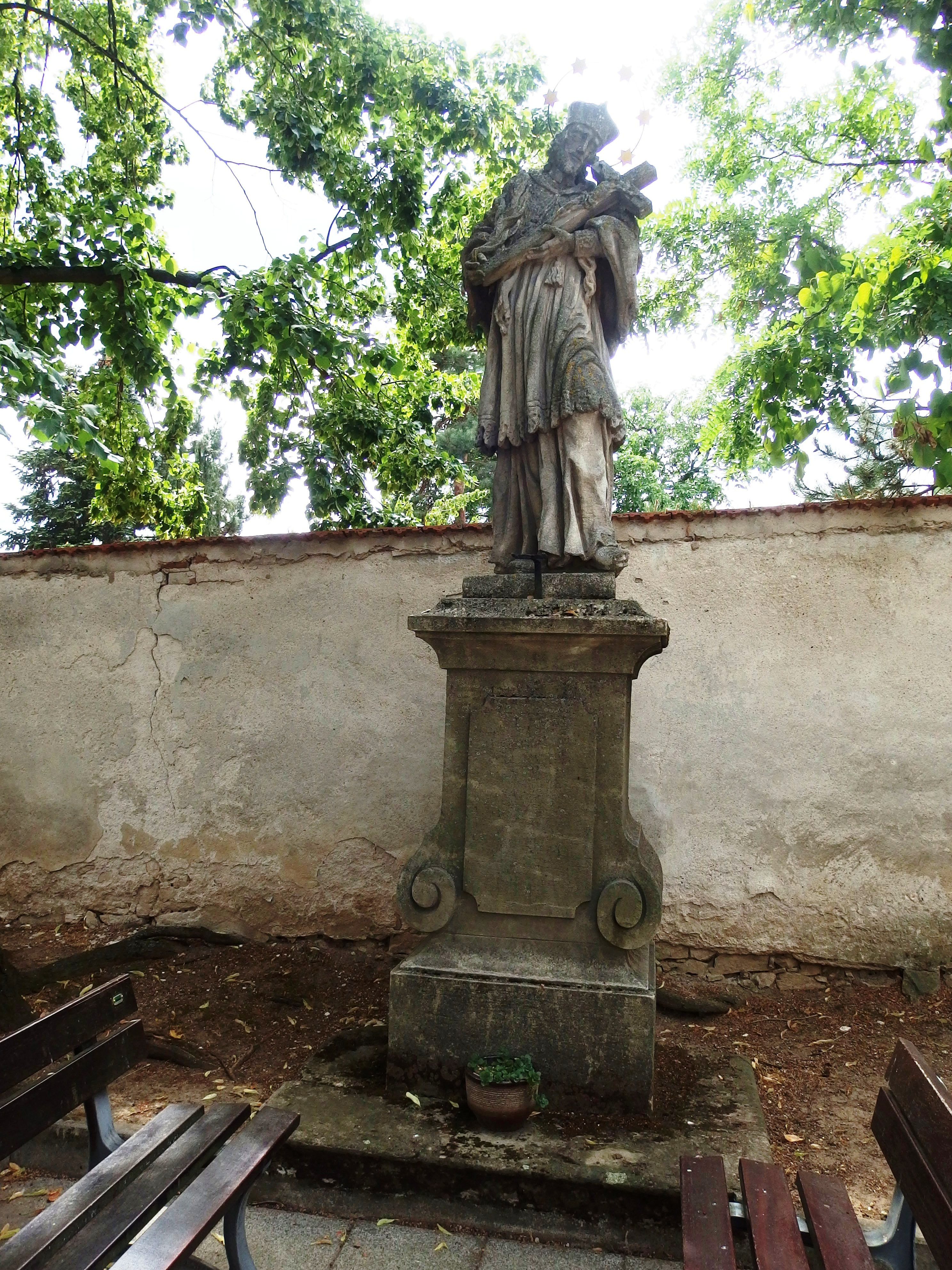
Socha svatého Jana Nepomuckého
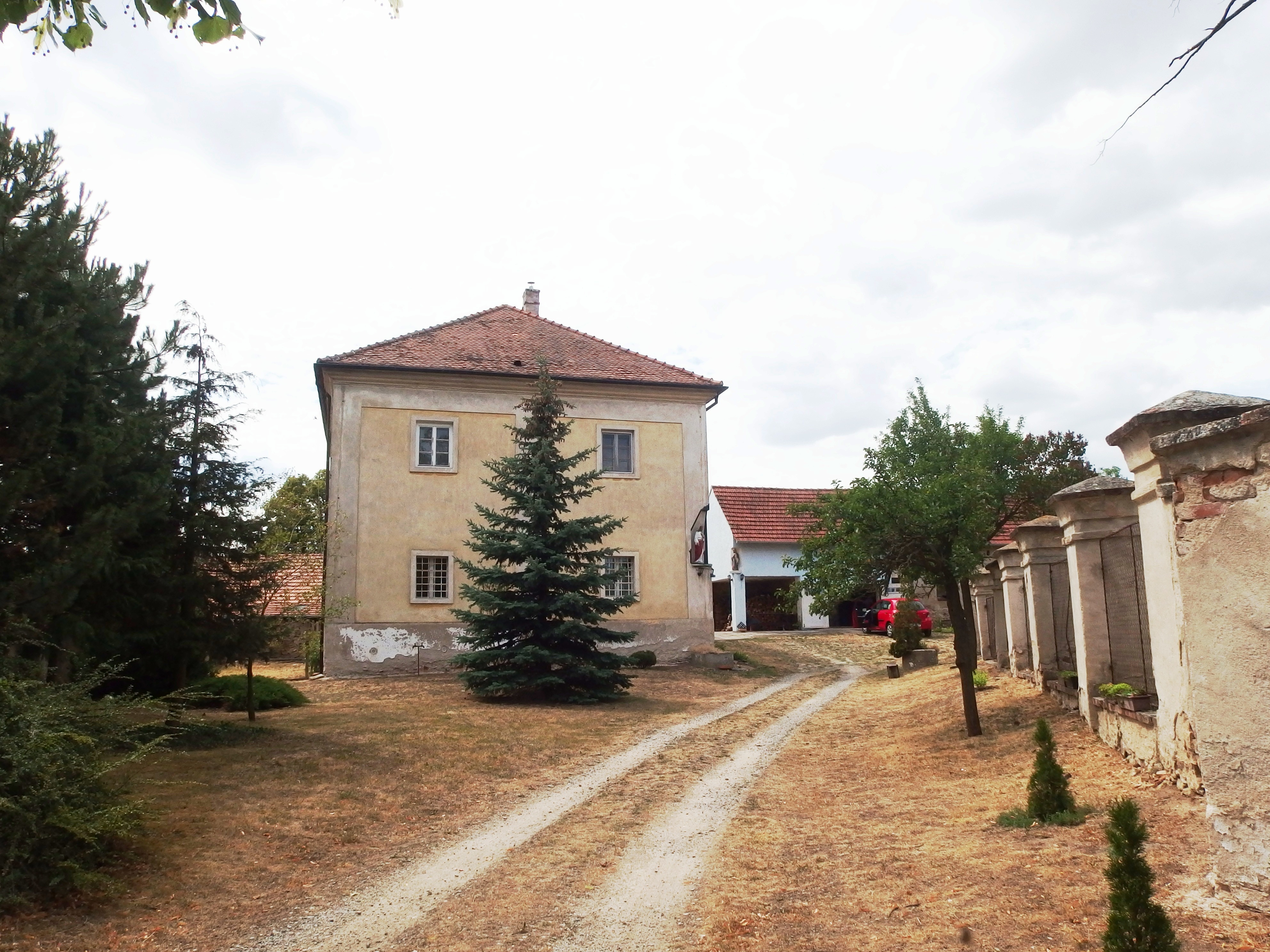
Fara